# Gestreepte bladspeurder
De gestreepte bladspeurder (Syndactyla subalaris) is een zangvogel uit de familie Furnariidae (ovenvogels).

## Verspreiding en leefgebied
Deze soort komt voor van Costa Rica tot noordwestelijk Venezuela en centraal Peru en telt zes ondersoorten:
- S. s. lineata: Costa Rica en westelijk Panama.
- S. s. tacarcunae: oostelijk Panama en noordwestelijk Colombia.
- S. s. subalaris: westelijk Colombia en westelijk Ecuador.
- S. s. striolata: de oostelijke Andes van Colombia en de westelijke Andes van Venezuela.
- S. s. olivacea: zuidwestelijk Táchira (westelijk Venezuela).
- S. s. mentalis: van oostelijk Ecuador tot centraal Peru.

## Status
De grootte van de populatie is in 2019 geschat op 0,5-5 miljoen volwassen vogels. Op de Rode lijst van de IUCN heeft deze soort de status niet bedreigd.